# Гребенюк, Фёдор Николаевич
Фёдор Николаевич Гребенюк (17 февраля 1913 — 8 января 1983) — полный кавалер ордена Славы. Стрелок пластунской сотни 193-го пластунского стрелкового полка (9-я пластунская стрелковая дивизия, 60-я армия, 4-й Украинский фронт), старшина.

## Биография

### Ранние годы
Родился 17 февраля 1913 года на хуторе Бальчанский ныне Павловского района Краснодарского края в казачьей семье. Русский. Образование начальное. Окончил курсы трактористов. Работал в Атамановской машино-тракторной станции.

### В Великой Отечественной войне
В Красной армии с 13 сентября 1943 года. В действующей армии с 15 апреля 1944 года. Воевал на 1-м и 4-м Украинских фронтах. Участвовал в обороне Таманского полуострова, в наступательных Львовско-Сандомирской, Висло-Одерской, Верхне-Силезской, Моравско-Остравской и Пражской операциях, освобождении городов Леобщютц (Глубчице), Троппау (Опава), Моравска-Острава (Острава).

### Подвиг
В ходе Сандомирско-Силезской наступательной операции при отражении контратаки противника в районе села Петрувка (ныне Буский повят Свентокшиского воеводства, Польша) 14 января 1945 года Ф. Н. Гребенюк был ранен, но не ушёл с поля боя и продолжал вести огонь, уничтожив 3 немецких солдат. 15 января 1945 года под огнём противника вынес с поля боя раненого офицера, гранатами уничтожил 4 немецких солдат.
Приказом командира 9-й пластунской стрелковой дивизии от 7 февраля 1945 года красноармеец Гребенюк Фёдор Николаевич награждён орденом Славы 3 степени.(№249929).
В ходе Верхнесилезской наступательной операции в районе населённых пунктов Шамхайн и Кляйн-Эльгут (ныне Лигота Мала, гмина Олесница Олесницкого повята Нижнесилезского воеводства, Польша) 17 марта 1945 года Ф. Н. Гребенюк вызвался уничтожить огневую точку противника, которая препятствовала продвижению нашего стрелкового подразделения. Подобравшись к дому, из которого вёлся огонь, он гранатами забросал расчёт станкового пулемёта. Командиром полка представлен к награждению орденом Красной Звезды. Приказом командующего 60-й армией от 30 апреля 1945 года красноармеец Гребенюк Фёдор Николаевич награждён орденом Славы 2-й степени.
В ходе Моравско-Остравской наступательной операции в районе города Троппау (ныне Опава Моравскосилезского края, Чехия) 22 апреля 1945 года в ночном бою Ф. Н. Гребенюк скрытно подобрался к пулемётной точке противника и гранатами уничтожил пулемёт и 2 немецких солдат. В ходе дальнейшего наступления в районе города Клопина (ныне район Шумперк Оломоуцкого края, Чехия) 6 мая 1945 года в рукопашном бою уничтожил 3 немецких солдат.
Приказом командующего 60-й армией от 7 июня 1945 года красноармеец Гребенюк Фёдор Николаевич награждён вторым орденом Славы 2-й степени.

### После войны
В октябре 1945 года демобилизован. Вернулся на родину на хутор Бальчанский. Работал трактористом в колхозе.
Указом Президиума Верховного Совета ССР от 23 сентября 1969 года в порядке перенаграждения Гребенюк Фёдор Николаевич награждён орденом Славы 1-й степени.
Старшина в отставке (1970). Умер 8 января 1983 года.

## Награды
- орден Славы I степени (перенаграждение)
- орден Славы II степени[3]
- орден Славы II степени[4]
- орден Славы III степени[5]
- Медаль «В ознаменование 100-летия со дня рождения Владимира Ильича Ленина»
- Медаль «За победу над Германией в Великой Отечественной войне 1941—1945 гг.» (9 мая 1945[6])
- Юбилейная медаль «Двадцать лет Победы в Великой Отечественной войне 1941—1945 гг.» (7 мая 1965[7])
- Юбилейная медаль «Тридцать лет Победы в Великой Отечественной войне 1941—1945 гг.»[8]

## Память
- На могиле установлен надгробный памятник.